# Врансько (община)
Община Врансько (словен. Občina Vransko) — одна з общин в центральній Словенії. Адміністративним центром є місто Врансько. Ґрунти, рельєф місцевості і клімат сприятливі для вирощування хмелю. Легенда свідчить, що там було озеро, на якому жило багато ворон - звідси і назва села, а потім округи.

## Населення
У 2011 році в общині проживало 2603 осіб, 1285 чоловіків і 1318 жінок. Чисельність економічно активного населення (за місцем проживання), 965 осіб. Середня щомісячна чиста заробітна плата одного працівника (EUR), 914,23 (в середньому по Словенії 987.39). Приблизно кожен другий житель у громаді має автомобіль (54 автомобілі на 100 жителів). Середній вік жителів склав 41,1 роки (в середньому по Словенії 41.8). 